# Schwegenheim
Schwegenheim é um município da Alemanha localizado no distrito de Germersheim, estado da Renânia-Palatinado.
Pertence ao Verbandsgemeinde de Lingenfeld.